# Río Kotuy

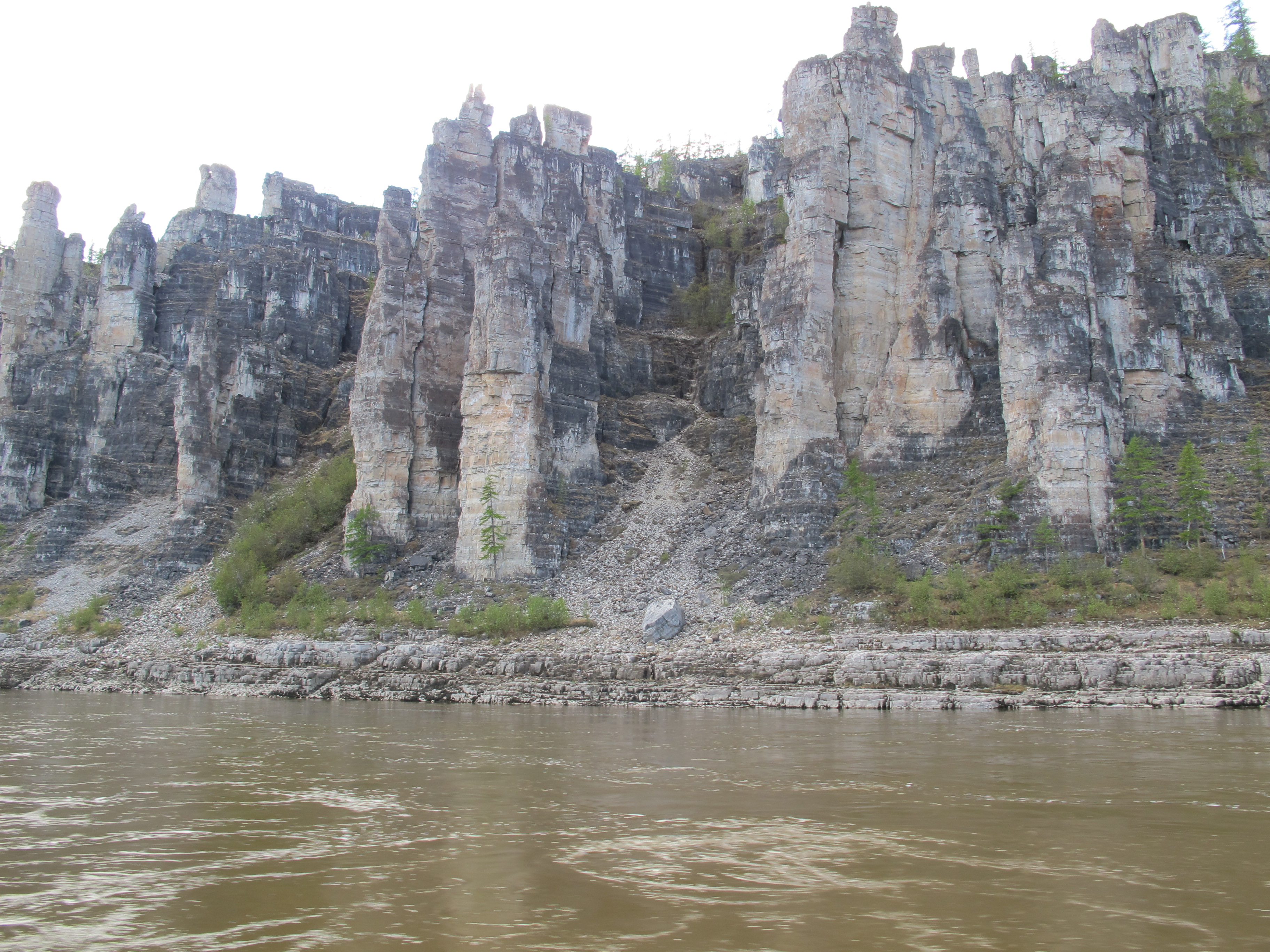
Las rocas en el río Kotuy

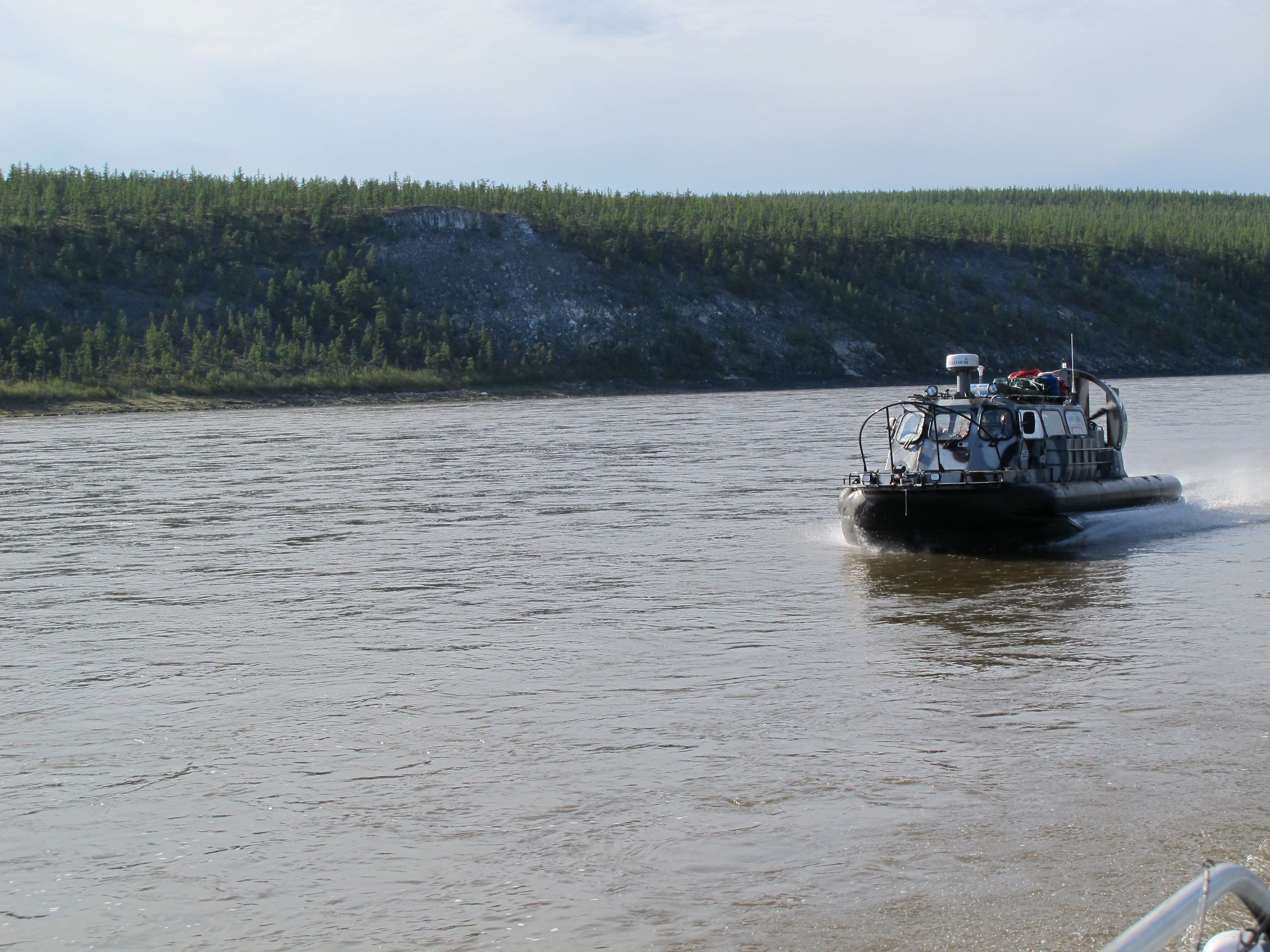
El cortador sobre un cojín de aire Hivus-10 en el río Kotuy

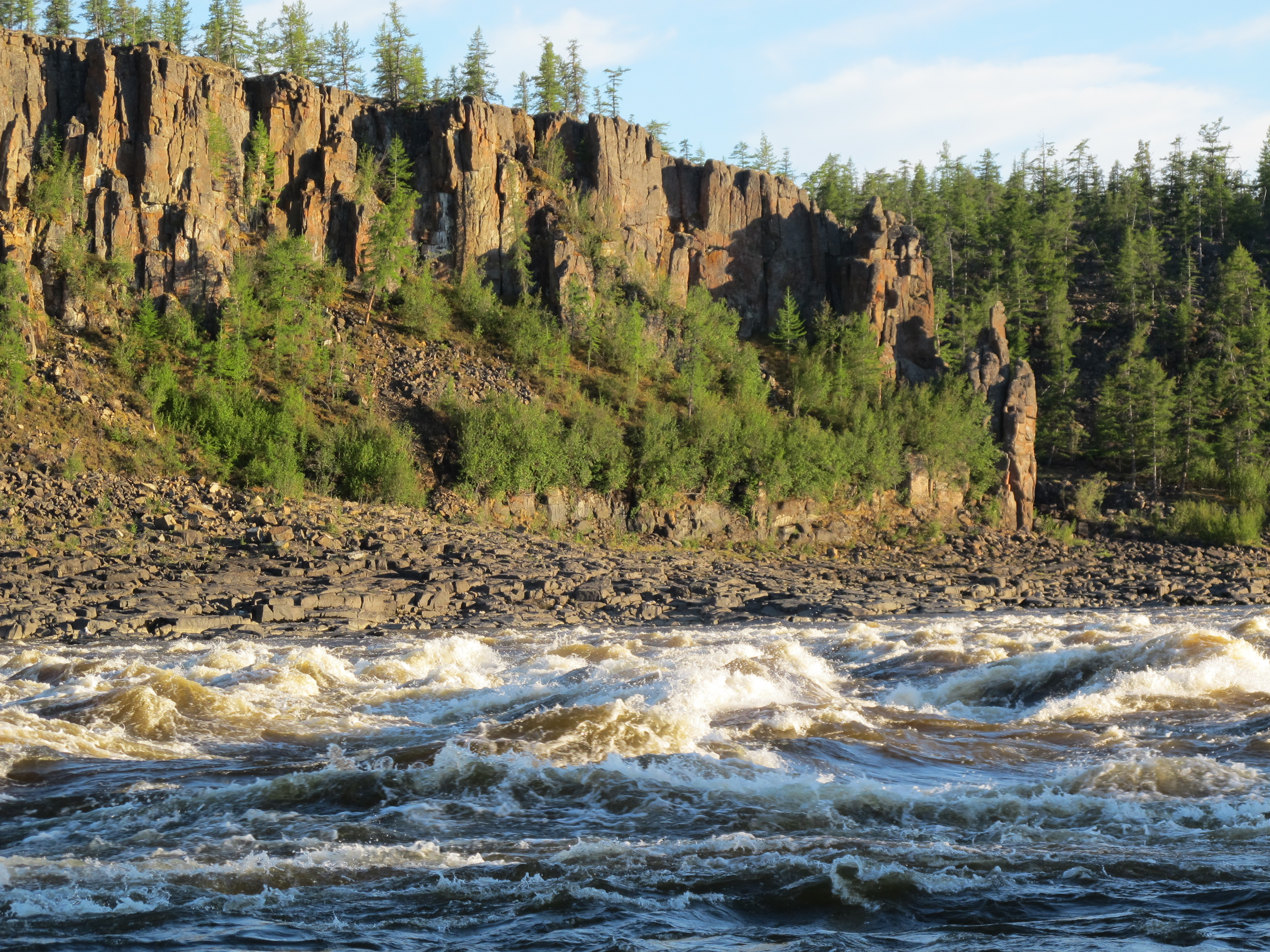
Los rápidos en el río Kotuy

El río Kotuy (en ruso: Котуй, también transcrito como Kotuj) es un largo río ruso localizado en el krai de Krasnoyarsk, una de las fuentes, por la derecha, del río Játanga, que a su vez desagua en el mar de Láptev. Tiene una longitud de 1.409 km, y drena una gran cuenca de 176.000 km² (una extensión similar a la de Uruguay).
Administrativamente, el río Kotuy discurre en su totalidad por el krai de Krasnoyarsk de la Federación de Rusia.

## Geografía
El río Kotuy nace en los montes Putorana y discurre en su primer tramo por la elevada meseta de Putorana. Se dirige en dirección sur internándose por la meseta de Siberia Central, durante unos 300 km en los que son frecuentes las zonas de rápidos. Luego el río gira abruptamente y se encamina en dirección norte, dejando la meseta del Anabar (véase río Anabar) a la derecha, en una zona muy poco poblada y de clima muy severo. En su tramo final se adentra en las llanura de Siberia Septentrional, hasta unirse, en las proximidades de la localidad de Játanga (3450 hab. en 2002), al río Jeta. Ambos ríos dan nacimiento al río Játanga, que tras un corto recorrido (227 km), desagua en el mar de Láptev. 
Sus principales afluentes son:
- por la derecha, los ríos Mojero, el más largo, con 825 km y una cuenca de 30.900 km² , Kotuykan (Котуйкан) (447 km y 24. 300 km² de cuenca)  y Eriechka (Эриечка), además de Delochi (Делочи), Liuksina (Люксина), Dagaldyn (Дагалдын), Jakoma (Хакома), Godon (Годон), Voevolijan (Воеволихан) ;
- por la izquierda, los ríos Changada y el Tukalan, además de Moloro (Молоро), Chomba (Чомба), Krestiaj (Крестях), Sabyda (Сабыда).

El río está congelado, por lo general, desde finales de septiembre-principios de octubre hasta finales de mayo-principios de junio.